# Morfofonologia
La morfofonologia (altrimenti detta morfofonemica o morfonologia) è una branca della linguistica che studia:
- La struttura fonologica dei morfemi.
- Le modificazioni foniche combinatorie dei morfemi che avvengono quando vengono combinati.
- Le serie alternative che servono alla funzione morfologica.

Esempi di alternative morfofonologiche nella lingua inglese comprendono queste distinzioni:
- Plurali in "-es" e "-s", come in "bus, buses", vs. "bun, buns".
- Plurali di "-f" è "-ves", come in "leaf, leaves".
- Pronunce diverse per il marcatore del tempo passato (past tense) "-ed".

L'inglese, avendo perduto la sua flessione, non ha molta morfofonologia. Le lingue flessive e agglutinanti possono avere sistemi estremamente complicati, come la gradazione consonantica.

## Analisi morfofonemica
L'analisi morfofonemica sta a indicare le procedure analitiche mediante le quali tramite paradigmi con alternanze fonologiche sono ridotti a rappresentazioni basilari (o sottostanti) e regole fonologiche.
Il termine "analisi morfofonemica" risulta attualmente di origine oscura. Negli anni quaranta e cinquanta, molti fonologi lavoravano a una teoria in cui (grosso modo) venivano ipotizzate tutte le norme neutralizzanti da applicare piuttosto che tutte le regole allofoniche. In effetti ciò divideva la fonologia in due componenti: un componente neutralizzante, le cui unità venivano chiamate "morfofonemi", e un componente non-neutralizzante, che riguarda i fonemi e gli allofoni. Questa teoria fonologica bifida viene oggi ampiamente considerata insostenibile, ma la "morfofonemica" resta un termine utile per distinguere lo studio delle norme fonologiche neutralizzanti applicate nei paradigmi.
- Un Metodo per l'analisi morfofonemica

Quando si conduce un'analisi morfofonemica, si cerca di stabilire un collegamento tra i dati e teoria, la quale presume che i morfemi siano immagazzinati nel lessico in una forma fonemica invariante, legati insieme da regole morfologiche e sintattiche e, dunque, convertite nelle loro forme superficiali da una sequenza di morme fonologiche (spesso neutralizzanti), applicate secondo un particolare ordine. Lo scopo dell'analisi morfofonemica è quello di scoprire un insieme di forme basilari e regole prescritte coerenti con i dati; il risultato è che esteriormente i modelli complessi vengono spesso semplificati.
L'analisi morfofonemica può trovarsi in disaccordo con l'analisi fonemica. L'analisi fonemica è una forma più limitata di analisi fonologica, la quale cerca solo di scoprire le regole (allofoniche) non-neutralizzanti della fonologia. Nell'analisi fonemica, viene esaminata solo la distribuzione e la somiglianza dei foni. Perciò, i dati non hanno bisogno di essere raggruppati in paradigmi, ma necessitano solo di contenere un insieme di parole sufficientemente grande e rappresentativo.
Come quella fonemica, l'analisi morfofonemica può essere realizzata con un metodo sistematico.
- Procedura per l'analisi morfofonemica

1. Esaminare i dati, consultando il glossario, e fare una divisione provvisoria delle forme interne ai morfemi.
2. Trovare ogni morfema che alterni e localizzi tutti i suoi allomorfi.
3. Dentro ogni allomorfo, localizzare il segmento particolare o segmenti che si alternano.
4. In base alle possibilità logiche, sistemare le rappresentazioni basilari in modo che tutti gli allomorfi di ogni morfema possa essere derivato da un'unica rappresentazioni basilari mediante regole fonologiche generali.

Questo schema complessivo viene elaborato passo dopo passo come segue.
- Pre-processare i dati: fonemicizzazione

È quasi sempre più facile fare l'analisi morfofonemica con i dati già espressi come fonemi, così se questo non è ancora stato fatto, è opportuno prima ridurre i dati a fonemi.
- Divisione morfemica

Il passo successivo è quello di disgragare le forme nei loro morfemi componenti. Una potenziale complicazione è che le alternanze fonologiche possano oscurare questa divisione. Nei casi difficili, si deve tentare più di una possibilità per "collocare i trattini d'unione", selezionando in definitiva la scelta che produca un'analisi che funzioni. Dato che tutte le parole vengono divise in morfemi, è di solito possibile comunque stabilire e ordinare le regole morfologiche attive.
- Preparare rappresentazioni sottostanti

Come per la divisione morfemica, il problema di scegliere le rappresentazioni sottostanti spesso implica il prendere in considerazione più di un'ipotesi, con una scelta finale che giustifichi la sua direzione verso un'analisi funzionale. È spesso utile la seguente strategia. Supponiamo che un segmento A si alterni con un segmento B nei dati. In tale caso, l'analista dovrebbe considerare due possibilità:
1. I segmenti che mostrano l'alternanza A ~ B sono fondamentalmente /A/, che viene convertito in [B], in alcuni contesti, da una o più regole fonologiche.
2. I segmenti che mostrano l'alternanza A ~ B sono fondamentalmente  /B/, che viene convertito in [A], in alcuni contesti, da una o più regole fonologiche.

In altre parole, bisogna sempre considerare entrambe le direzioni.
Un caso concreto: se avessimo analizzato il chimbalazi, troveremmo molti esempi di vocali lunghe alternate a quelle brevi come in
[x-soːm-a]                   'leggere'
[x-som-oːw-a]                'essere letto'
Bisogna considerare la possibilità che tali casi siano in sostanza vocali lunghe ('leggere' = /soːm/), prendendo in esame le regole abbreviate (ciò risulta corretto), come pure la possibilità che queste siano basilarmente vocali brevi ('leggere' = /som/), e considerare inoltre le regole "allungate".
- Costruire rappresentazioni sottostanti secondo un'ipotesi particolare

Ipotizziamo di prendere una direzione particolare per le regole da sperimentare (/A/=>[B], o /B/=>[A]), il prossimo passo sarà quello di costruire delle rappresentazioni sottostanti. Diamo qui una procedura consigliata:
1. Segmenti che non si alternano possono (normalmente) essere considerati fonemicamente identici nella loro rappresentazione sottostante della loro rappresentazione superficiale. (Ciò presuppone, come sempre osservato, che l'analisi fonemica sia già compiuta, così che ogni allofono posizionale appaia già nella sua forma sottostante).
2. Per segmenti che si alternano, si segue l'ipotesi fatta per le forme sottostanti, implementandole in modo coerente tramite i dati. Perciò se si ipotizza che un'alternanza A ~ B trovata in un particolare contesto, sia sottoposta ad A, si deve sistemare /A/ nella rappresentazione sottostante per tutte queste alternanze in tale contesto.
3. Assicuriamoci che la rappresentazione sottostante di ciascun morfema sia uniforme nel suo paradigma - questa è l'ipotesi di base della teoria che si sta trattando.

Nel nostro esempio di [x-soːm-a] ~ [x-som-oːw-a], in base all'ipotesi che la regola sia quella definita abbreviata, questi principi ci costringono a settare le rappresentazioni sottostanti /soːm/ in base alla radice, e /-oːw/ invariantemente secondo il suffisso passivo lungo.
La vocale finale /-a/ risulta essere un caso speciale: la sua estensione superficiale è effettivamente non-distintiva, essendo determinata interamente dalle regole fonologiche. La nostra grammatica funzionerà comunque con qualsiasi valore di estensione sottostante assegnato a tale suffisso.
- Elaborare le regole

Quando si è ottenuto un idoneo insieme di forme sottostanti ipotizzate, è utile disporle in fila, allineando le loro corrispettive forme superficiali al di sotto, nel modo seguente:
| 'leggere'  | 'essere letto' | 'fermarsi per un' |                          |
| /x-soːm-a/ | /x-soːm-o:w-a/ | /ku-reːb-eɺ-an-a/ | Forme sottostanti        |
| ...        | ...            | ...               | aggiungere qui le regole |
| [xsoːma]   | [xsomoːwa]     | [kurebeɺana]      | forme superficiali       |

Si tratta dunque di pervenire a un singolo sistema normativo che deriverà la fila in basso da quella superiore. Se si tiene fisso questo, si può cercare di raccogliere le condizioni locali per i suoni che mutano, come descritto sopra per l'analisi fonemica.
- Un indizio per la scelta delle rappresentazioni sottostanti

Quando si decide se sistemare A al di sotto e derivare B da essa, o viceversa, vi è spesso una indizio nei dati come punto guida, vale a dire, un contrasto contestualmente circoscritto. Nel presente caso, bisogna notare che mentre l'estensione vocalica è fonemica nel chimbalazi, soltanto le vocali brevi sono permesse quando seguono più di tre sillabe dalla fine di una frase, o una vocale lunga. Tali limitazioni sono una forte indizio riguardo all'esistenza di una regola che elimini il contrasto in queste situazioni.
Un altro modo di dire la medesima cosa è la massima: non analizzare in una direzione opposta a quella di una neutralizzazione. Quando analizziamo il chimbalazi mediante abbreviazione, o l'analisi ben si adatta alla distribuzione contestualmente neutralizzata di vocali lunghe e brevi nella lingua. Se, tuttavia, cerchiamo di analizzare il chimbalazi con allungamento, la distribuzione fonologica ce lo impedisce. Il seguente quadrupletto di forme renderebbe questo punto chiaro.
[x-kuːl-a] 'estrarre'  [x-kul-oːw-a] 'essere estratto'

[x-kul-a] 'crescere'   [x-kul-oːw-a] 'essere cresciuto'
La fila in alto di forme mostra un'alternanza tra [uː] e [u], che precedentemente abbiamo analizzato ipotizzando /uː/ sottostante e la regola neutralizzante di abbreviazione pre-lunga. È evidente che l'abbreviazione pre-lunga sia neutralizzante, poiché la forma passiva di [x-ku:l-a], [x-kul-oːw-a], è identica alla passiva di [x-kul-a], che significa 'crescere'. Se avessimo erroneamente scelto /u/ sottostante per la radice che significa 'estrarre', avremmo fallito: qualsiasi regola di allungamento avessimo cercato, non importa quale, sarebbe stata incapace di derivare [x-kuːl-a] per 'esatrarre' e [x-kul-a] per 'crescere', poiché queste due forme avrebbero la stessa rappresentazione sottostante.

### Scorciatoia della forma di isolamento e perché talvolta non funziona
Quando si cercano le forme sottostanti, si è tentati a far ricorso a una "scorciatoria" che le trovi molto velocemente:
La scorciatoia della forma di isolamento
"La forma tematica sottostante è semplicemente il modo in cui il tema appare in isolamento (escludendo gli effetti di ogni regola allofonica)".
Questa strategia è adatta in modo particolare a un tipo di lingue quali l'inglese, dove la parte tematica appare di solito isolata. Ascoltando un'alternanza come [ˈplænt] ~ [ˈplænɪŋ] (plant ~ planting; siamo tentati di prendere l'evidente forma di isolamento [ˈplænt] come prova sufficiente di per sé a giustificare la forma sottostante /ˈplænt/. Ciò è adeguato in questo caso particolare.
Tuttavia, in generale la scorciatoia della forma di isolamento non funziona. La ragione di ciò risiede in come il sistema viene settato, e nella semplice logica: è certamente possibile che le regole di neutralizzazione si possano applicare proprio nel caso in cui nessuno affisso sia aggiunto al tema. Si potrebbe dire che i questi casi, l'affisso "protegge" il tema dalla regola neutralizzante, a mo' di buffer.
Per rendere ciò più preciso: le regole fonologiche neutralizzanti sono spesso condizionate dal margine della parola; vale a dire, esse hanno situazioni come /___]parola. Quando è presente un affisso, il tema sarà conservato dall'affisso, e la norma decisiva non sarebbe applicabile. Infatti, la regola verrà applicata solo in quei membri del paradigma dove non vi è l'affisso, in modo che l'effetto di conservazione sia assente.
Le fonologie che possiedono questo tipo di fenomeno sono abbastanza comuni, come nel coreano, giapponese, inglese, tedesco, russo e molte altre lingue.

### Termini dell'ordinamento della regola (rule-ordering)
- Alimentazione (feeding)

Si deve notare che l'apocope, quando espone un gruppo consonantico a fine di parola, rende possibile a causa di ciò l'applicazione della riduzione del gruppo consonantico. La seguente derivazione abbreviata mostra questo:
| /jukaɾpa/ | forma sottostante    |
| jukaɾp    | Apocope              |
| jukaɾ     | riduzione del gruppo |
| [jukaɾ]   | forma superficiale   |

Questo, come suol dirsi, è un caso di alimentazione (feeding): l'apocope "nutre" la riduzione consonantica. Il termine viene definito in generale come segue:
La regola A nutre la regola B quando:
- A è ordinato prima di B, e
- A crea nuove configurazioni applicabili da B.
- Emorragia (bleeding)

Consideriamo le successive interazioni dell'epentesi /w/ e la cancellazione vocalica, mostrata nella seguente derivazione abbreviata:
| /papi-uɻ/ | forma sottostante      |
| papiwuɻ   | /w/ epentesi           |
| −         | Cancellazione vocalica |
| [papiwuɻ] | forma superficiale     |

È chiaro che se l'epentesi /w/ non venisse applicata, allora la cancellazione vocalica avrebbe un mutamento aggiuntivo da applicare, creando *[papiɻ]. Perciò, potremmo dire che l'epentesi /w/, in questa derivazione particolare, "blocca" o "pre-vuota" la cancellazione vocalica. Il termine standard utilizzato, tuttavia, è emorragia (bleeding); l'epentesi /w/ "dissangua" la cancellazione vocalica. Più in generale:
La regola A dissangua la regola B quando:
- A è ordinata prima di B, e
- A rimuove le configurazioni che avrebbe potuto altrimenti applicare a B.

#### Contesto ortografico
Il morfema plurale inglese s viene scritto senza tenere conto della sua pronuncia: cats, dogs. Questa è una grafia morfofonemica. Se l'inglese usasse un'ortografia puramente fonemica (lo stesso sistema senza nessuna considerazione morfonemica), le precedenti parole potrebbero avere rispettivamente la grafia cats e dogz, perché s e /z/ sono fonemi separati nella lingua inglese.
In qualche misura l'ortografia inglese riflette l'etimologia delle sue parole, e come tale è parzialmente morfofonemica. Questo spiega non solo l'esempio precedente di cats /s/ e dogs /z/, ma anche
- science /saɪ/ vs. unconscious /ʃ/,
- prejudice /prɛ/ vs. prequel /priː/,
- chased /t/ vs. loaded /ɪd/,
- sign /saɪn/ signature /sɪɡn/,
- nation /neɪ/ vs. nationalism /næ/,
- special /spɛ/ vs. species /spiː/,
ecc.
La maggior parte delle ortografie morfofonemiche, tuttavia, riflettono unicamente la morfologia attiva, come cats vs. dogs, o chased vs. loaded. Il turco e il tedesco hanno entrambi sistemi di scrittura estesamente fonemici, ma mentre il tedesco è morfofonemico, e trascrive perciò i fonemi "sottostanti", il turco è puramente fonemico, ovvero trascrive solo i fonemi superficiali (almeno tradizionalmente; sembra essere in fase di evoluzione). Per esempio, il turco ha due parole, /et/ 'carne' e /et/ 'fare', le quali in isolamento appaiono come omonimi. Tuttavia, quando c'è una vocale seguente, le radici divergono: /eti/ 'la sua carne', ma /edir/ 'egli fa'. In turco quando una radice terminante in /d/ non ha una vocale successiva, la /d/ diventa /t/ (desonorizzazione occlusiva finale), e viene riflessa nella grafia: et, et, eti, edir.
Il tedesco ha una relazione similare tra /t/ e /d/. Le parole per 'bagno' e 'consiglio' sono /bat/ e /rat/, ma le forme verbali sono /badən/ 'bagnare' e  /ratən/ 'consigliare'. Tuttavia, esse sono scritte Bad, baden e Rat, raten come se le consonanti non mutassero affatto. Infatti, un parlante può percepire il fatto che la consonante finale in Bad sia diversa dalla consonante finale di Rat, in quanto le flessioni differiscono, sebbene la loro pronuncia sia la stessa. Un'ortografia morfofonemica come questa ha il vantaggio di mantenere la forma ortografica della radice senza tener conto della flessione, che aiutando il riconoscimento durante la lettura.
Nell'alfabeto fonetico internazionale, vengono spesso usate le barre verticali (| |) per indicare una rappresentazione morfofonemica piuttosto che fonemica. Un'altra convenzione comune sono le doppie sbarre oblique (//  //), implicando graficamente che la trascrizione è 'più fonemica che semplicemente fonemica'. Altre convenzioni incontrate talvolta sono le doppie barre verticali (|| ||) e le parentesi graffe ({ }).
Tabella. Diamo qui la rappresentazione sottostante (morfo-fonemica), fonemica e fonetica di quattro parole tedesche e turche. (Negli esempi turchi, //Ü// rappresenta un vocale acuta sottostante che, risultante dall'armonia vocalica turca, può emergere come ognuno dei quattro fonemi /i y ɯ u/.)
|         | parolad | morfo- fonemica | fonemica | fonetica |
| ------- | ------- | --------------- | -------- | -------- |
| Tedesco | Bad     | //bad//         | /bat/    | [bat]    |
| Tedesco | baden   | //badən//       | /badən/  | [badən]  |
| Tedesco | Rat     | //rat//         | /rat/    | [ʀat]    |
| Tedesco | raten   | //ratən//       | /ratən/  | [ʀatən]  |
| Turco   | et      | //ed//          | /et/     | [ɛt]     |
| Turco   | edir    | //edÜr//        | /edir/   | [edir]   |
| Turco   | et      | //et//          | /et/     | [ɛt]     |
| Turco   | eti     | //etÜ//         | /eti/    | [eti]    |
Un altro esempio di ortografia morfofonemica è l'hangŭl moderno, e ancor di più l'obsoleta ortografia chosŏn-ŏ sinch'ŏlchabŏp del nord-coreano.